# リテラシー
リテラシー（英: literacy）とは、原義では「読解記述力」を指し、転じて現代では「（何らかのカタチで表現されたものを）適切に理解・解釈・分析し、改めて記述・表現する」という意味に使われるようになり（後述）、日本語の「識字率」と同じ意味で用いられている。
ちなみに、古典的には「書き言葉を正しく読んだり書いたりできる能力」と言う限定的に用いられる時代もあった。

## 概説
元々は「書き言葉を、作法にかなったやりかたで、読んだり書いたりできる能力」を指していた用語。
英語では、ラテン語の literatus（教育を受けて字を知っている者）から派生した literate の名詞形 literacy を用いる。ドイツ語・フランス語などでは、アルファベット (alphabet) から派生した Alphabetisierung、Alphabétisation などを用いる。
その後この用語は、様々に類推的・拡張的に用いられるようになり、一般的には「なんらかの分野で用いられている記述体系を理解し、整理し、活用する能力」を呼ぶようにもなっている（例：「会計リテラシー」など）。そしてまた、「書かれた（印刷された）言語に限らず、様々な言語、コミュニケーションの媒体（例えば、ボディランゲージ、画像、映像（動画）等まで含む）を適切に読み取り、適切に分析し、適切にその媒体で記述・表現できること」などを指すようになってきている。また「情報がある形で提示されるに至った経緯や、発信者が隠そうとしている意図や目的まで批判的に見抜く能力」まで指すようになってきている。このように、現代には様々な新しいリテラシーがある、と考えられるようになっているのである。　→#現代的なリテラシー
20世紀に放送メディアが発達し、人々はそれらの影響を大きく受けるようになったが、そうしたメディアで情報操作や世論操作が行われ、様々な問題が生じることが増えるにつれメディア・リテラシーの重要性が説かれるようになった。一段高い視点から、「送り手の悪しき意図を見抜き、流されている情報をそのまま鵜呑みにせず、その悪影響を回避する能力」まで指すようになっている。近年では、社会の情報化が進み（情報化社会）、多様で大量の情報が流れ、人々は良くも悪くもそれに影響を受けることが多いため、「情報リテラシー」の重要性は指摘されている。
各領域の人々は、それぞれの領域で特に必要とされる記述・表現体系を扱う能力を「リテラシー」と呼ぶようなことが行われている。放送メディアの解読・分析・発信が必要とされる人々の間では「リテラシー」と言えば、メディア・リテラシーを指し、コンピュータを扱う技術が必要な職場では、リテラシーと言えば「コンピューター・リテラシー」を指し、会計関係者の間では「リテラシー」と言えば、財務諸表等の会計情報を扱う能力を指す、といった調子である。
欧米では古典的な意味も新しい意味もどちらもliteracyやAlphabétisationなどと呼んでいるが、日本語では古典的意味はすでに「識字」という訳語で定着しているので、新しい意味のほうだけが「リテラシー」と呼ばれ、結果として二つが呼びわけられているような状態にもなっている。

## 古典的なリテラシー

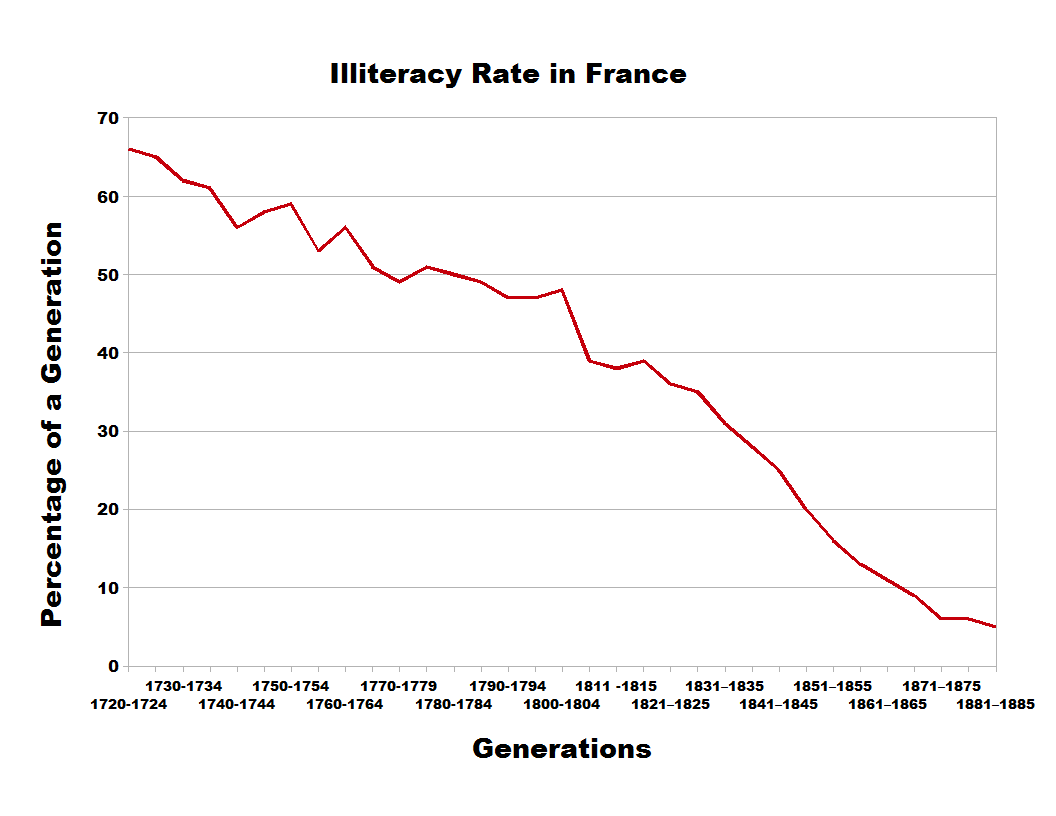
フランスにおける、18世紀および19世紀の、書き言葉が読めない人々の率。1720年ころの段階では、読み書きができたフランス人は約35%にすぎなかったことが読み取れる。その後、教育制度や社会環境の改善によって、書き言葉を読める人々を増やしてきた。

現代の世界各国の大人の識字率。（出典：CIA Factbook）

話し言葉というのは、耳が聞こえ声が出せる人ならば、一般的に言えば、何ら教育を受けたことがなくても、幼い時から日々家族と接しているうちに、いつのまにかそれなりにそれを使うことができるようになる。ところが、書き言葉を扱う能力はそうではなく、基礎段階の訓練が意図的に行われないと身に付かない。現在では先進国と呼ばれている国々でも、ほんの数百年前まで、書き言葉を扱うことができる人々の割合はかなり小さかった。多くの国家が、様々な意図のもと、国民の識字率を改善する政策を打ってきた。だが、現代でも識字率が低いままに留まっている国・地域もまた多く存在する。
書き言葉を読んだり書いたりできないということは、しばしば「書き言葉を伴って成立している様々な領域との接点を失うこと」、「教育が十分に受けられないということ」、また「読み書きを前提とする社会制度や地位には組み入れられてもらえないこと」を意味する。結果として識字能力を持たない人々は、リテラシーを持つ人々と比較すると、さまざまな不利益を蒙ることが多い。「人間の基本的な権利を守ったり、人間らしい生活をおくるため、悲惨な人生を避けるためには識字能力は必要だ」と考えられるようになっており、ユネスコ（国連教育科学文化機関）などが世界各国の人々の識字率がどの程度のレベルにあるのか、実態調査を行っている。

## 現代的なリテラシー
様々な領域・体系がそれぞれに高度化・深化を重ねており、各領域ごとにリテラシーなるものがあると考えられるようになってきている。例えば次のようなものである。
- メディア・リテラシー（Media literacy）
- ネット・リテラシー（英語版）（Net Literacy）
- デジタル・リテラシー（英語版）（Digital literacy）
- コンピューター・リテラシー（Computer (Digital) literacy）
- 情報リテラシー（Information literacy）
- ICTリテラシー(Information and Communication Technology)[2][3]
- 視覚リテラシー（英語版）（Visual literacy）
- ヘルス・リテラシー（Health literacy）
- 精神リテラシー（英語版）（Mental literacy）
- 金融リテラシー（英語版）（Financial literacy）
- 科学リテラシー（Scientific literacy）
- マルチメディア・リテラシー（Multimedia literacy）
- 統計リテラシー（英語版）（Statistical literacy）
- データ・リテラシー（英語版）（Data literacy）
- 人種リテラシー（英語版）（Racial literacy）
- 文化リテラシー（Cultural literacy）
- 環境リテラシー